# O1 (hunebed)
Het Hunebed van Steenwijkerwold (O1) was een hunebed uit het neolithicum op het landgoed De Eese bij Steenwijkerwold in Overijssel. Het hunebed kreeg volgens het coderingssysteem van hunebedonderzoeker professor Van Giffen de code O1.
Het hunebed had waarschijnlijk zes dekstenen.